# Mariazel Olle Casals
Mariazel Olle Casals (Martorell, Barcelona, España, 9 de agosto de 1982) es una conductora, actriz, modelo española.
Inició su carrera como actriz en TV Azteca, participando en distintas producciones como Lo que callamos las mujeres. Posteriormente inició su participación en el Programa "Está Cañón" con Yordi Rosado, se sumó al equipo de Televisa Deportes en donde tiene participación en "¿A Quién le vas?", "Más Deporte", "Zona Puma" y "Yarda 1".

## Vida personal
En 1987 llega a México, procedente de su natal Martorell (España), estudia danza y actuación siendo una niña, formó parte de diversas obras de teatro infantiles. Siendo adolescente viajó a España para conocer sus orígenes y estudiar interpretación cinematográfica en su país natal. Regresó a México para seguir su preparación actoral en las academias de TV Azteca y Televisa, posteriormente desarrolló su carrera en los medios de comunicación como conductora.
Sufrió un intento de asalto en la Ciudad de México en la cual resultó seriamente herida por sus agresores con un arma de fuego, sin embargo sobrevivió.
En 2005 comenzó una relación con el actor mexicano Adrián Rubio, con el cual tuvo una hija de nombre Laia Rubio Ollé en el 2012.
El 19 de agosto del 2024 le dieron la bienvenida a su 2do hijo con Adrián, llamándolo André Rubio Ollé.

## Carrera actoral

### Inicios
Estudió en la escuela de actuación y danza de Silvia Derbez, formó parte de más de 20 obras de Teatro infantiles, interpretó el papel de Caperucita Roja al lado de Manuel "El Loco" Valdés durante aproximadamente 7 años, con más de 1000 presentaciones.[cita requerida]

### TV Azteca
En 2001 estudio Interpretación Cinematográfica en Barcelona, posteriormente ingreso al CEFAT de TV Azteca, donde cumplió su ciclo escolar de 3 años. Realizó programas unitarios como Lo que callamos las mujeres, además de papeles secundarios en algunas Telenovelas como Machos y Los Sánchez.[cita requerida]
En julio de 2020 hizo un cameo en la serie Ana, temporada 2, episodio 6, como periodista.

## Carrera como conductora

#### TVC
En 2009 fue la conductora principal del programa Valles 4 Calles, emisión que se dedicaba a mostrar diferentes matices turísticos del territorio mexicano.

#### Televisa
Tomo un curso especial de 7 meses en el Centro de Formación Artística de Televisa.
Formó parte del programa Esta Cañón con Yordi Rosado que se transmitía por el canal Unicable y posteriormente en Canal 5 de señal abierta. 
En junio del 2014 se integró al programa Me caigo de risa donde muestra que además de ser conductora deportiva, también es comediante.

#### TUDN
Tras llamar la atención de varios productores fue llamada por TDN (Hoy TUDN), cadena filial de Televisa, especializada en deportes, para formar parte del programa Tribuna Interactiva (Hoy Tu Tribuna). También integró el programa Zona Puma.

#### Televisa Deportes
A partir de 2016 formó parte de los programas dominicales La Jugada y Más Deporte, que se transmiten en el canal Las Estrellas de señal abierta. En 2017, se sumó al programa estelar de Televisa Deportes. ¿A Quién le vas?

## Filmografía

### Telenovelas
- Ana (2020) T2 Ep6  Cameo como periodista
- Los Sánchez (2005) Participación especial
- Machos (2004) Participación especial

## Programas Unitarios
- Lo que callamos las mujeres (2014) Participación especial

## Programas de TV
- Cuéntamelo ya!... al fin (2025)
- Quien es la máscara (2023)
- Humor sin barreras (2023)[6]
- ¡Chócalas Compayito! (2023)
- Las estrellas bailan en Hoy (2021-2022)
- El menú del día (2020)
- Vas con todo (2020)
- Miembros al aire (2019, 2020)
- Game time (2019)
- Montse & joe (2019)
- La guardia del mostro (2019)
- Me caigo de risa (2018-presente)
- Hoy (2017)

## Conducción televisiva
- Tu Tribuna (2019-presente)
- Ponte fit (2018)
- ¿A quién le vas? (2017)
- Más deporte (2016-presente)
- La jugada (2016)
- Está cañón (2016)
- Tribuna interactiva (2012)
- Valles 4 calles (2009)

## Teatro
- Me caigo de risa: El show en vivo (2019)
- Caperucita roja

## Comerciales y publicidad
- Publicidad Frozen de Me caigo de risa (2020)